# Farlete
Farlete (aragónul Farlet) település Spanyolországban,  Zaragoza tartományban. Farlete Alfajarín, Perdiguera, Alcubierre, Monegrillo és Villafranca de Ebro községekkel határos. Lakosainak száma 394 fő (2024).

## Népesség
A település népessége az utóbbi években az alábbiak szerint változott:
| Lakosok száma | 459  | 442  | 439  | 432  | 428  | 407  | 391  | 379  | 376  | 394  |
|               | 2001 | 2004 | 2007 | 2009 | 2012 | 2014 | 2017 | 2019 | 2022 | 2024 |